# FC Dushanbe-83
Der Futbolniy Klub FC Dushanbe-83  ist ein tadschikischer Fußballklub mit Sitz in der Hauptstadt Duschanbe. Aktuell spielt der Verein in der zweiten Liga, der  Tajik First Division.

## Stadion
Der Verein trägt seine Heimspiele im Aviator Stadion in Duschanbe aus. Das Stadion hat ein Fassungsvermögen von 2000 Personen.

## Saisonplatzierung
| Saison | Liga                 | Level | Platz | Tajik Cup    |
| ------ | -------------------- | ----- | ----- | ------------ |
| 2019   | Tajik First Division | 2     | 3. ▲  | Achtelfinale |
| 2020   | Wysschaja Liga       | 1     | 6.    | Achtelfinale |
| 2021   | Wysschaja Liga       | 1     | 10. ▼ | Achtelfinale |
| 2022   | Tajik First Division | 2     |       |              |

## Trainerchronik
| Trainer              | Nation        | von            | bis                |
| -------------------- | ------------- | -------------- | ------------------ |
| Khikmatullo Sharipov | Tadschikistan | 1. Januar 2019 | 17. September 2019 |
| Nazirsho Rizomov     | Tadschikistan | 1. Januar 2020 | 5. Juni 2021       |
| Alier Ashurmamadov   | Tadschikistan | 8. Juni 2021   | 4. September 2022  |